# Bruine lijster
De bruine lijster (Turdus eunomus) is een vogelsoort in de familie Turdidae.

## Verspreiding en leefgebied
Deze soort broedt in Midden-Siberië in de taigabossen tot aan de grens met de toendra. De vogels overwinteren in Zuidoost-Azië.
De vogel is een uiterst zeldzame dwaalgast in Nederland. Er zijn vier bevestigde waarnemingen, uit 1899, 1955, 2016 en 2019.
In Vlaanderen werd in 2020, na 64 jaar, nog een exemplaar waargenomen.

## Status
Deze soort werd eerder beschouwd als een ondersoort van de Naumanns lijster (Turdus naumanni). Er zijn geen gegevens bekend over de omvang van de wereldpopulatie, maar aangenomen wordt dat dit een algemene soort is in zijn verspreidingsgebied en daarom heeft de bruine lijster de status niet bedreigd op de Rode Lijst van de IUCN.

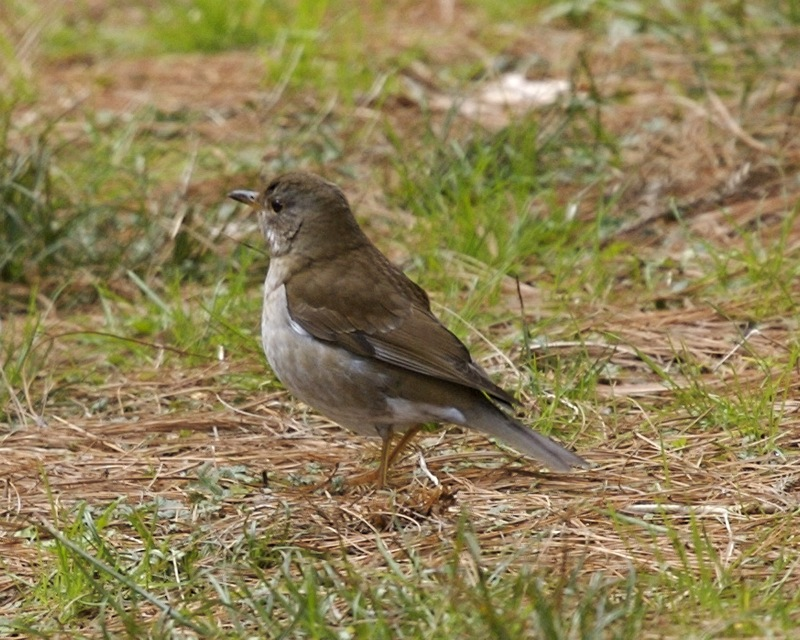
vrouwtje
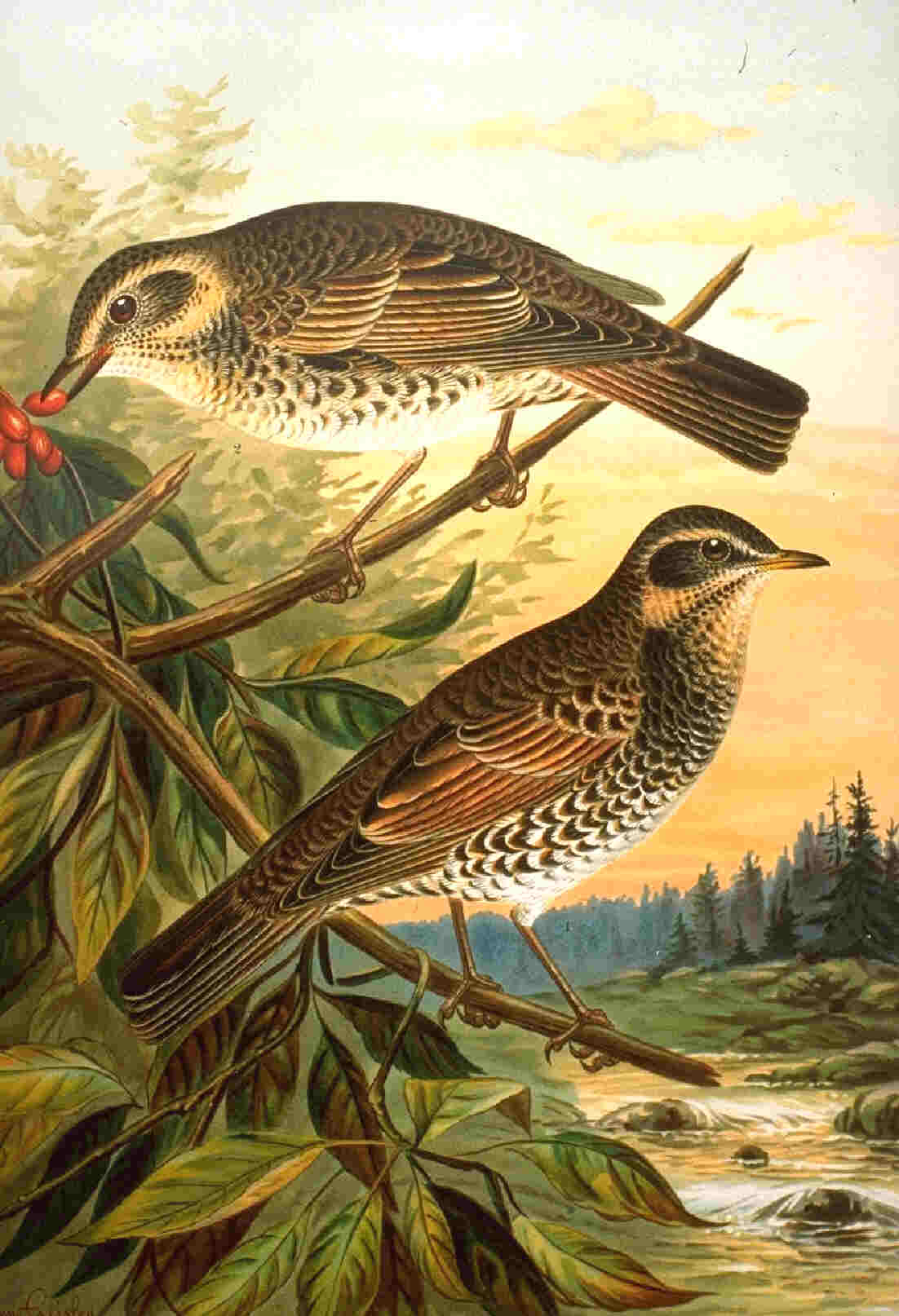
T. naumannii eunomus (tekening van Naumann)